# Wladimir Murawjow
Wladimir Pawlowitsch Murawjow (russisch Владимир Павлович Муравьёв, englisch Vladimir Muravyov; * 30. September 1959 in Qaraghandy, Kasachische SSR, Sowjetunion) ist ein ehemaliger sowjetischer Sprinter.
Er ist einer von nur drei Läufern, denen es gelang, zweimal in der 4-mal-100-Meter-Staffel Olympiasieger zu werden. Die beiden anderen sind die US-Amerikaner Frank Wykoff (1928–1936 dreimal Staffelgold) und Carl Lewis (1984 und 1992). Wladimir Murawjow war einer der besten Läufer in der zweiten Kurve überhaupt.

## Karriere
Murawjow war 1983 sowjetischer Meister über 200 Meter sowie 1985 und 1987 über 100 Meter.
Bei den Olympischen Spielen 1980 in Moskau waren die Sprinter aus den Vereinigten Staaten wegen des Olympiaboykotts nicht am Start. Wladimir Murawjow wurde in 10,44 s Sechster des Finales über 100 Meter. Die Stafette in der Aufstellung Wladimir Murawjow, Nikolai Sidorow, Alexander Aksinin und Andrei Prokofjew gewann das 4-mal-100-Meter-Finale in 38,26 s vor Polen, Frankreich, Großbritannien und der DDR.
Bei den Halleneuropameisterschaften 1981 in Grenoble gewann Murawjow in 5,76 s Silber über 50 Meter hinter dem Polen Marian Woronin, und bei den Leichtathletik-Europameisterschaften 1982 in Athen wurde er in 20,76 s Siebter über 200 Meter. Die sowjetische Stafette wurde ohne Murawjow Europameister.
Bei den Weltmeisterschaften 1983 in Helsinki schied Murawjow im 200-Meter-Halbfinale aus. Das sowjetische Team in der Besetzung Prokofjew, Sidorow, Murawjow und Wiktor Bryshin gewann in 38,41 s Bronze hinter Italien (Silber in 38,37 s) und der Mannschaft aus den USA, die mit 37,86 s Weltrekord lief. 
Durch den Olympiaboykott 1984 konnte Murawjow in den Jahren 1984 und 1985 international nur an Europacup und Weltcup teilnehmen, so wurde er 1985 mit der Staffel Dritter beim Weltcup.
Die Europameisterschaften 1986 in Stuttgart gaben Murawjow die Chance, den 1982 verpassten Staffeltitel nachzuholen. Nachdem er über 100 Meter im Halbfinale ausgeschieden war, lief er in der Staffel in der zweiten Kurve ein gewohnt starkes Rennen. In der Aufstellung Alexander Jewgenjew, Nikolai Juschmanow, Murawjow und Wiktor Bryshin gewann die Staffel in 38,29 s vor der weit dahinter liegenden DDR-Stafette, die in 38,64 s Silber gewann.
Bei den Weltmeisterschaften 1987 in Rom schied Murawjow über 100 Meter im Viertelfinale aus. Die sowjetische Mannschaft gewann in 38,02 s Silber hinter der Stafette aus den Vereinigten Staaten. In der Besetzung Jewgenjew, Bryshin, Murawjow und Wladimir Krylow als Schlussläufer lag die sowjetische Staffel lange in Führung, aber letztlich konnte Carl Lewis als Schlussläufer doch an Krylow vorbeiziehen. 
Bei den Olympischen Spielen 1988 in Seoul startete Murawjow nicht in einem Einzelwettbewerb. In der Sprintstaffel verlor die US-Stafette bereits im Vorlauf den Stab, womit der Ausgang des Finales wieder offen war. In 38,19 s gewann die Sowjetunion vor Großbritannien und Frankreich. Hinter Brysgin, Krylow und Murawjow lief Witali Sawin als Schlussläufer. 
Wladimir Murawjow ist 1,78 m groß und wog in seiner aktiven Zeit 74 kg.

## Bestzeiten
- 50 m (Halle): 5,73 s, 21. Februar 1981, Grenoble
- 100 m: 10,20 s, 9. Juli 1986, Moskau
- 200 m: 20,34 s, 18. August 1984, Moskau